# Drepanosticta tenella
Drepanosticta tenella – gatunek ważki z rodziny Platystictidae.